# استوری‌برد
استوری برد یا فیلم‌نامهٔ مصور (به انگلیسی: storyboard)، پلی میان یک فیلم‌نامه مکتوب و جهان تصویری رسانه‌های بصری است. این سبک را با کتاب های کمیک مقایسه می کنند و شباهت زیادی به آن دارد ولی یکسان نیستند. اگر داستان به شکل فیلم‌نامه نوشته شده باشد باید بهترین میزانسن برای هر صحنه طراحی شود. در رسانه‌های بصری بیان داستان با تصویر، گامی لازم است تا کشف کنید که داستان چگونه به فیلم ترجمه خواهد شد. فیلم‌نامه مصور اجازه می‌دهد تا بهترین راه را برای بیان تصویری هر کنش داستان یافت. علاوه بر کشف نحوه بیان تصویری داستان باید بر روی مشخصات سینمایی فیلم مانند زوایای دوربین، ترکیب‌بندی، تداوم، حرکت اشیاء و شخصیت‌ها، برش‌ها، ژست‌ها، حالات چهره و تا حدی ریتم کار کرد.
اگر تهیه‌کننده وقت و زمان کافی در اختیار کارگردان و طراح استوری برد قرار دهد، در واقع آن‌ها این شانس را خواهند داشت تا داستان را به بهترین شکل ممکن پردازش و آماده اجرا کنند. هرچه زمان بیشتری برای استوری برد صرف شود نتیجه کار درخشان‌تر و بهتر خواهد بود. در یک سیستم ایدئال، تولید یک فیلم انیمیشن آغاز نمی‌شود مگر اینکه استوری برد تکمیل شده باشد و نقائص آن نیز رفع شده باشد. از آنجایی که استوری برد آخرین مرحله از مراحل ارزان (در مقایسه با سایر قسمت‌های تولید مانند متحرک‌سازی، جلوه‌های ویژه و …) در مسیر تولید است، در نتیجه بهترین زمان ممکن برای بررسی و رفع هرگونه مشکل احتمالی است که ممکن است در آینده باعث هدر رفتن بودجه، امکانات یا نیروی مفید انسانی شود.

طراحی استوری برد معمولاً پس از مرحله دکوپاژ انجام می‌شود و اطلاعات نوشته شده توسط کارگردان کنار تصاویر آن درج می‌گردد.
همچنین از استوری برد برای طراحی وب‌سایت‌ها و برنامه‌های تعاملی و ساخت بازی‌های کامپیوتری نیز استفاده می‌شود.

## آغاز
در ابتدای دههٔ ۱۹۳۰ استودیوی والت دیزنی پروسهٔ استوری برد را به شکلی که امروزه دیده می‌شود توسعه داد. دیان دیزنی می‌لر فرزند والت دیزنی در زندگی‌نامهٔ پدرش نوشت که اولین استوری برد کامل برای انیمیشن کوتاه سه خوکچه در سال ۱۹۳۳ کشیده شد. بر طبق گفته‌های جان کانمیکر در نشریه هایپریون که در سال ۱۹۹۹ منتشر شد، استوری بردهای اولیه در دهه ۱۹۲۰ از کتاب‌های کمیک استریپ گرفته شدند تا سوژهٔ انیمیشن‌های کوتاهی مانند هواپیمای دیوانه و کشتی بخار ویلی را خلق کنند.
در کتاب هنر والت دیزنی، کریستوفر فینچ نوشت دیزنی به وب اسمیت انیماتور فرصت داد تا صحنه‌ها را در برگه‌های جداگانه طراحی و آن‌ها را به یک تابلو چسبانده تا داستان یک سکانس را شرح دهد و به این ترتیب اولین استوری برد خلق شد.
برباد رفته یکی از اولین فیلم‌ها با استوری برد کامل است. دیوید سلزنیک، ویلیام کامرون منزیس که طراح تولید بود را استخدام کرد تا تمام صحنه‌های فیلم را طراحی کند. بسیاری از فیلم‌های صامت با بودجه بالا نیز دارای استوری برد بودند ولی در دهه ۱۹۷۰ بسیاری از این موارد در حین پاکسازی استودیو از دست رفتند.
در اوایل دهه ۱۹۴۰ داشتن استوری برد در تولید بسیاری فیلم‌ها معمول شد و تبدیل به یک استاندارد برای تصویرسازی پیش از تولید شد.

## ساخت استوری برد
پیش از آنکه کارگردان و طراح استوری برد آغاز به طراحی پلان‌ها نمایند، مراحل زیر باید انجام شده یا آماده باشند:

- داستان
- ضبط صدا
- طراحی شخصیت‌ها
- طراحی مکان‌ها
- طراحی وسایل و جزئیات صحنه‌ها

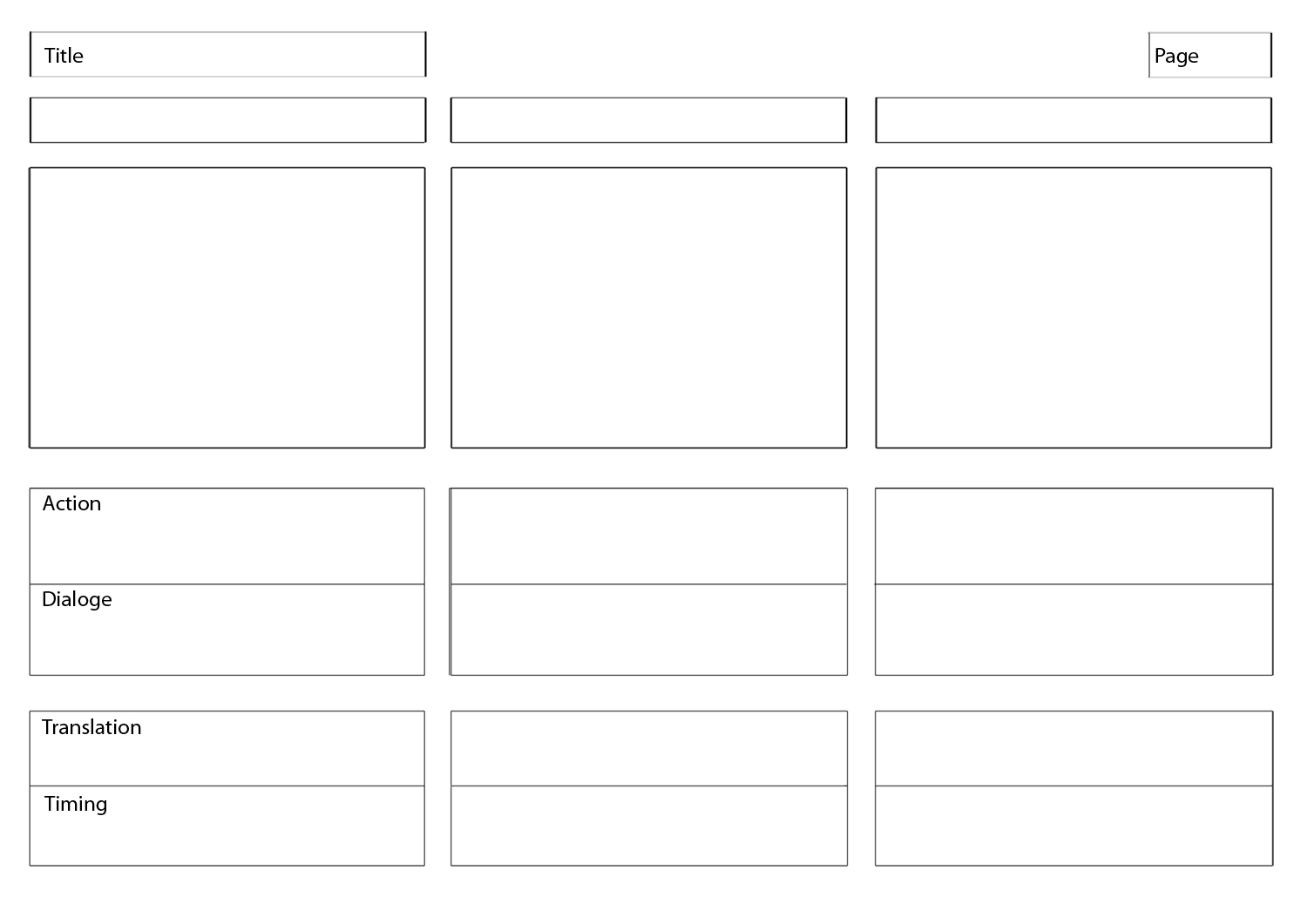
یک الگو برای طراحی استوری برد

- کارگاه و ابزار مناسب برای طراح استوری برد
- نمونه‌هایی از طراحی‌ها و تصاویری که بیان‌کننده فضای گرافیکی و سبک انیمیشن در دست تهیه (جهت آگاهی دادن به طراح استوری برد) باشند.

در ابتدا داستان توسط کارگردان به سکانس‌های مختلف تقسیم می‌شود. هر سکانس نیز به صحنه‌های (پلان‌ها) کوچکتری تقسیم می‌شود که در مرحله تولید، محصول نهایی را خواهند ساخت. مکانی که اتفاقات در آن رخ می‌دهند و زمان رخ دادن اتفاقات فاکتورهای مهمی هستند که کارگردان را در ساخت و ساز هر سکانس یاری می‌دهند.
ضرباهنگ داستان، عبارتی روایی است که یک حادثه یا کنش را توصیف می‌کند. هر ضرباهنگ از داستان به وسیله یک صحنه به نمایش در می‌آید که از چند نما تشکیل می‌شود. یک نما، نمایشی کامل یا جرئی یک کنش از داستان، از یک دیدگاه واحد است. می‌توان با برش، روبش، درآمیزی، محو شدگی از یک نما به دیدگاه دیگر متصل شد.
لزوماً رابطه‌ای یک به یک میان ضرباهنگ‌ها و نماهای داستان وجود ندارد؛ مثلاً یک ضرباهنگ منفرد ممکن است که به چندین نما احتیاج داشته باشد یا یک فصل (سکانس) شامل کنشی طولانی، شامل چندین نمای مختلف باشد.
صرف نظر از اینکه چند نما برای توصیف یک ضرباهنگ مورد نیاز باشد، از هر نما باید دست کم یک تصویر (پانل) در فیلم‌نامه مصور به نمایش درآید. اگر هدف نما، فقط یک محل باشد، یک نما و یک تصویر کافی است. اگر یک کنش یا حرکت دوربین رخ دهد، به دو تصویر در یک فیلم‌نامه مصور نیاز است؛ برای نمایش آغاز حرکت و پایان آن، به‌طور کلی، یک تصویر با چند یادداشت یا فلش به خوبی کنش بیشتر نماها را توصیف می‌کند. تعداد نماها و تصاویر مورد نیاز برای توصیف کنش یک ضرباهنگ از داستان، تفاوت قابل ملاحظه‌ای با هم دارند.
در حقیقت، هر نمای فیلم -به خودی خود - شبیه به یک داستان کوچک است. بیشتر نماها آغازی دارند که مستقیماً به نمای قبلی مربوط است (مگر آنکه اولین نمای صحنه باشد). هر نما یک کنش اصلی هم دارد که مهم‌ترین چیزی است که باید در فیلم‌نامه مصور توصیف شود. هر نما یک پایان دارد که آن را به نمای بعدی - در صورت وجود - وصل می‌کند. این داستان کوچک به چند قاب تصویری نیاز دارد تا به‌طور مؤثری توصیف گردد. حتی به فقدان کنش نیز می‌توان همچون یک داستان کوچک نگریست.
نماهای متنوعی وجود دارند؛ مانند نماهای باز، متوسط، نزدیک، بسیار نزدیک، چشم پرنده‌ای، چشم کرمی، از فراز شانه و… نماهای باز معمولاً برای معرفی یک مکان تازه به کار برده می‌شوند، حال آنکه نماهای نزدیک برای گفتگوها، نماهای واکنشی یا میانی مناسب‌اند. برای اینکه داستان به مؤثرترین شکل روایت شود، باید در هر نما از زاویه و دیدگاه مناسب استفاده شود. تغییر هر دیدگاه باید دلیل موجهی داشته باشد. یک زاویه دوربین، فقط زمانی قطع می‌شود که مخاطب بخواهد از دیدگاه جالب‌تری صحنه را ببیند.
باید به خط فرضی توجه شود. خط فرضی جهتی است که یک شیء یا شخصیت به آن جهت نگاه، حرکت یا گفتگو می‌کند. باید در هنگام تغییر پرسپکتیو از یک نما به نمای دیگر، مراقب شکستن این خط فرضی بود. می‌توان از اصول سنتی تصویرسازی در هنگام میزانسن نماها استفاده کرد. اگر ثابت شدن تصویر را زیاد به کار برده شود، نتیجه کار یک قطعهٔ هنری ایستا خواهد بود. چند اصل ترکیب بندی بیشتر وجود ندارد: تعادل، عمق، شکل‌گرایی، تصادف و خط کنش. باید کنش هر نما را در نظر گرفت و بر اساس آن ترکیب کرد.

## موارد استفاده

### فیلم کوتاه
روش استاندارد برای یک فیلم ۲۲ دقیقه‌ای این است که سه طراح به مدت ۶ هفته روی استوری برد کار کنند. با توجه به محدودیت زمان و بودجه‌ای که برای تولید هر فیلم وجود دارد، هر طراح برای اینکه داستان را به بهترین شکل ممکن به تصویر بکشد، به محض اینکه اطلاعات را از کارگردان دریافت کرد مشغول به کار می‌شود. در این مرحله طراح استوری برد مانند فیلم‌بردار و ادیتور عمل می‌کند و از مسیر اصلی داستان یا فیلم‌نامه خیلی دور نمی‌شود. اوست که به وسیلهٔ طراحی‌هایش و سؤالاتی که از کارگردان می‌پرسد، تعیین می‌کند هر صحنه چگونه و در کجا باید به صحنه بعدی کات شود و همچنین او است که با دیدگاه‌های زیبایی‌شناسانه‌اش زاویه دوربین‌ها، محل قرار گرفتن شخصیت‌ها و اندازه نماها را تعیین می‌کند.

### فیلم بلند
وظیفهٔ داستان‌گویی در یک فیلم بلند بیشتر بر عهدهٔ طراح استوری برد است. بر خلاف فیلم کوتاه و وفاداری طراح استوری برد به داستان، در یک فیلم بلند، داستان برای طراح استوری برد تنها در حد شرح کلی ماجرا مهم است. طراح استوری برد در اینجا طرح‌های کلی و لازم را از داستان کسب می‌کند و اوست که داستان را پردازش می‌کند. در یک فیلم ۷۵ تا ۸۰ دقیقه‌ای، مرحلهٔ استوری برد حدوداً یک سال به طول می‌انجامد. حتی در زمانی که داستان فقط شرحی کلی و گذرا از یک اتفاق خاص را بیان می‌کند، طراح استوری برد اطلاعات لازم را برای طراحی، بسط و ادامه دادن داستان دریافت کرده است. داستان در یک فیلم بلند، به جز خط اصلی آن، بر اساس آخرین طرح‌ها و ایده‌های طراح استوری برد تغییر می‌کند.

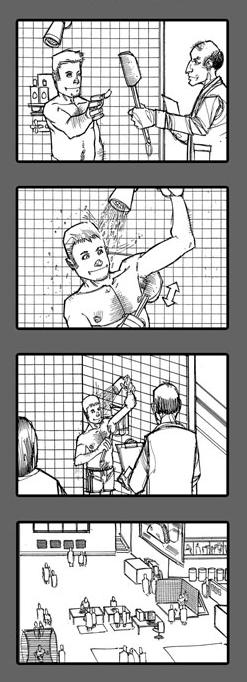
استوری بردی از یک کمپین تلویزیونی

تفاوت دیگری که بین مرحله استوری برد در فیلم بلند و فیلم تلویزیونی وجود دارد، حضور یک سرپرست در تیم استوری برد و ایجاد ارتباط میان تیم طراحان و کارگردان است. به‌علاوه از آنجایی که در یک تیم استوری برد، هر طراح بسته به برداشت ذهنی‌اش از داستان و خلاقیت خاص خودش، ویرایش متفاوتی را از یک صحنه ارائه می‌دهد، این وظیفه سرپرست تیم استوری برد است که با کمک کارگردان خط مناسب داستان را از درون نسخه‌های مختلف طراحی شده بیرون بکشند و تیم‌های دیگر را از تغییرات خط داستان مطلع کنند. زمانی که خط داستان یک سکانس آماده می‌شود، سرپرست تیم استوری برد آن سکانس را به طراح مناسب منتقل می‌کند (بسته به اینکه هر طراح در ارائه چه نوع فضایی مهارت داشته باشد: اکشن، کمدی، درام و …) یا اینکه ممکن است یک سکانس واحد به چندین طراح به‌طور هم‌زمان ارائه شود. هر هفته جلسات گروهی برگزار می‌شود و پلان‌ها و سکانس‌های طراحی شده بررسی می‌شوند. آنچه که مناسب است انتخاب می‌شود و مابقی به طراح‌ها برگردانده می‌شوند.
بخاطر اهمیت حیاتی که استوری برد در مرحله تولید دارد، بسیار مهم است که در این مرحله قوانینی رعایت شوند. پیش از آغاز طراحی بسیار مهم است که سایز کادر تصاویر مشخص شوند و مناسب با نوع نمایشی که فیلم خواهد داشت اندازه کادر مشخص شود.
نسبت منظری (یا نسبت طول به عرض) یکی از این قوانین است. استاندارد تلویزیونی ۱٫۳۳:۱ است (یعنی حاصل تقسیم طول به عرض آن برابر ۱٫۳۳ می‌شود) استاندارد سینمایی ۱٫۸۵:۱ و برای فیلم‌های با فرمت سینمااسکوپ و عریض سایز استاندارد ۲٫۳۵:۱ است. یک قاب متداول تلویزیونی ۱۸ اینچ طول و ۶ اینچ عرض دارد. برای فیلم‌های ویژه تلویزیون، در هر صفحه از استوری برد سه کادر قرار می‌گیرند و فضای مناسب برای شرح هر تصویر نیز در زیر هر کادر می‌بایست لحاظ شود.

### تئاتر
کارگردان و نمایشنامه نویس تئاتر نیز می‌توانند از استوری بور برای درک وضعیت صحنه استفاده کنند. کنستانتین استانیسلاوسکی، نمایشنامه‌نویس بزرگ روسی، در سال ۱۸۹۸ از استوری برد برای اجرای برخی نمایش‌ها مانند Chekhov's The Seagull استفاده کرد. برتولت برشت نمایشنامه‌نویس و کارگردان آلمانی نیز استوری بردهایی با جزئیات دقیق را به عنوان بخشی از شیوهٔ نمایشنامه خود توسعه داد.

### کتاب‌های کمیک استریپ
بعضی از نویسنده‌ها از استوری برد برای طراحی فضای کلی کتاب‌های کمیک استریپ استفاده می‌کنند، اغلب برای نمایش فیگورها، پس‌زمینه‌ها، محل قرار گرفتن بالون‌ها همراه با دستورالعمل‌هایی که در حاشیه به نمایش شرح تصویر، دیالوگ‌ها و گفتگویی که مورد نیاز هنرمند است می‌پردازد.
شاید در نگاه اول تفاوتی در استوری برد و کمیک استریپ احساس نشود، اما این دو هر چند تشابهاتی به هم دارند اما در موارد جزئی با هم فرق می‌کنند. در استوری برد برای هر صحنه آنقدر باید تصویر کشیده شود تا کارگردان و عوامل فیلم در زمان دیدن سکانس، به یک برداشت ذهنی واحد برسند. در کمیک استریپ داستان باید به کمک دیالوگ‌ها و تصاویر در محدودهٔ زمانی کمی مانند ۱۶ صفحه تعریف شود با توجه به اینکه در استوری برد مواردی مانند حرکت دوربین وجود دارد، آزادی عمل بیشتری نسبت به کمیک استریپ برای نشان دادن داستان و تغییر زاویه دید در زمان کمتر حس می‌شود. هر چند که زمینه کاری کمیک استریپ نیز متفاوت و علاقه‌مندان خاص خود را دارد.

### تبلیغات
هوارد هیوز از شرکت هوایی هیوز، استفاده از استوری برد را در تجارت متداول کرد. امروزه استوری برد در صنعت برای برنامه‌ریزی انتخاباتی، آگهی‌های تبلیغاتی، طرح پیشنهادی و سایر پروژه‌هایی که به قصد قانع کردن شخص یا گروهی ساخته می‌شوند، مورد استفاده قرار می‌گیرد.

## تهیه استوری برد به روش سه مرحله‌ای
در طی سال‌های متمادی، فیلم‌سازان به این نتیجه رسیده‌اند که سیستم سه مرحله‌ای، برای استوری برد، هم مقرون به صرفه است و هم در بیان هر چه بهتر داستان، مؤثر است. این مراحل به ترتیب عبارتند از:

### تصاویر کوچک
ابتدا هنرمندان، قاب‌های کوچکی را طراحی می‌کنند، که در آن‌ها، فقط تحرک را نمایش می‌دهند. چون تصاویر کوچک هستند، هنرمندان قادرند که قاب‌های زیادی را، در یک صفحه جای دهند؛ و این به کارگردان کمک می‌کند، که جریان و توالی اکشن‌ها را، بهتر دیده و کنترل نماید. این تصاویر کوچک طراحی شده، مزایای دیگری هم دارند. از جمله اینکه هنرمند، همواره می‌تواند اطمینان حاصل کند که آیا تصاویر، با کارگردان هماهنگی دارد یا نه.

اگر هنرمند، عقاید کارگردان را به درستی متوجه نشده باشد، می‌تواند بدون صرف زمان زیاد، تصاویر را، با تصاویر مورد نظر کارگردان عوض کند. از دیگر مزایای این تصاویر کوچک، این است که کارگردان با مشاهده آن‌ها می‌تواند، نقایص احتمالی در تخیلات و دیدگاه‌های خود را برطرف کند. به دلیل اینکه اجرای این تصاویر سریع است، کارگردان می‌تواند از هنرمند بخواهد، که از چند طریق مختلف، داستان را طراحی کند، تا کارگردان بهترین آن‌ها را انتخاب نماید. با داشتن چند طرح مختلف، کارگردان می‌تواند، گاهی به نتایجی بهتر از آنچه در ذهن داشت، برسد. در این مواقع، کارگردان با آزاد گذاشتن هنرمند، می‌تواند دیدگاه‌های جدیدی را هم، در طرح‌ها ملاحظه کند.

### طرح‌های قابل قبول
بعد از بازبینی تصاویر کوچک، توسط کارگردان، تغییراتی در قاب‌ها صورت می‌گیرد. این تغییرات می‌تواند شامل، جای کاراک‌تر در قاب یا زاویه دوربین باشد. بعد از این تغییرات، یک نسخه قابل قبول جدید، از استوری برد درست می‌شود. برای طرح‌های قابل قبول، قاب‌هایی بزرگ‌تر از، قاب‌های مورد استفاده در تصاویر کوچک، استفاده می‌شود. به این ترتیب هنرمند قادر می‌شود، که جزئیات بیشتری از فضا، تحرکات و کاراک‌تر را، در طرح‌هایش وارد کند. کاراکترها در این نسخه، شبیه کاراک‌تر طراحی شده نهایی، اجرا می‌شوند و پس‌زمینه، بیشتر قابل تشخیص است.

به همین دلیل این نسخه از استوری برد، برای افراد غیر هنرمند، قابل فهم‌تر است. در تولیدات تلویزیونی و ویدئویی این نسخه، برای بازبینی تهیه‌کننده و سرمایه‌گذار، یا خریدار پروژه فرستاده می‌شود. در بعضی از تولیدات، در این مرحله، قاب‌ها را اسکن می‌کنند و در کامپیوتر، یک فیلم اولیه می‌سازند. در این مرحله استوری برد، دچار تغییرات زیادی می‌شود. این تغییرات ممکن است، شامل دور ریختن یک سری قاب‌ها و جایگزین کردن قاب‌های جدید باشد. وقتی که بازبینی‌ها انجام شد و تغییرات هم صورت گرفت، استوری برد، برای مرحله نهایی، یعنی مرحله اجرای تمیز طرح‌ها، آماده می‌شود.

### اجرای نهایی و تمیز
در این مرحله آخر، قاب‌ها کاملاً تصویر می‌شوند، تا جزئیات لازم در صحنه را نشان دهند این مرحله برای تولیداتی است که در آن، کارها بین استودیوها، پخش می‌شود، که می‌تواند بسیار مهم باشد؛ ولی در تولیدات دیگر، نتیجه این مرحله، برای مرحله لی اوت Lay out فرستاده می‌شود. با گرفتن کپی‌های متعدد از استوری برد، می‌تواند نسخه‌های لازم را برای هنرمندان مجری، در پس زمینه و هنرمندان انیماتور کاراک‌تر، تهیه کرد. بدون در نظر گرفتن فاز لی اوت، استودیوهای مجری طرح، در زمان و پول صرفه جویی می‌کنند.

در تولیدات تلویزیونی، رسم بر این است که یک هنرمند، استوری برد را تمییز اجرا می‌کند، در حالی که یک طراح، استوری برد را اجرا نموده است، استخدام یک طراح دیگر که با دقت، جزئیات بیشتری را روی کار اضافه کند، مقرون به صرفه به نظر می‌رسد. به این ترتیب طراح استوری برد آزاد است، تا روی اپیزودهای بعدی فعالیت نماید.

## انیماتیک
در انیمیشن و جلوه‌های ویژه، مرحله استوری برد ممکن است به وسیله مدل‌های ساده شده‌ای که انیماتیک نامیده می‌شوند، دنبال شود تا تصویر بهتری از صحنه با حرکت و زمانبندی بدهد. در ساده‌ترین حالت، انیماتیک تصاویری ثابت هستند که با هم ویرایش شده و به ترتیب نشان داده می‌شوند. برای آزمایش درست بودن کارایی تصاویر و صدا، معمولاً دیالوگ یا موسیقی متن نیز (که معمولاً از استوری برد گرفته می‌شود) به این توالی تصاویر ثابت اضافه می‌شود.
این کار به انیماتور یا کارگردان اجازه می‌دهد تا در فیلمنامه، جای دوربین، فیلمبرداری و فرم زمانبندی که در استوری برد وجود دارد را تنظیم کند. استوری برد یا موسیقی متن در صورت نیاز اصلاح می‌شوند و ممکن است یک انیماتیک جدید ساخته شود تا استوری برد کامل شود. برای جلوگیری از ویرایش صحنه‌های فیلم اصلی، فیلم را در مرحلهٔ انیماتیک ویرایش می‌کنند. چون انیمیشن معمولاً گران تمام می‌شود بنابراین صحنه‌های حذف شده باید به حداقل برسند.

## فوتوماتیک
فوتوماتیک یک سری عکس است که با هم ویرایش شده و در یک سکانس به نمایش در می‌آیند و معمولاً صدای یک گوینده، موسیقی متن و صدا هم به این عکس‌ها اضافه می‌شود تا نشان داده شود فیلم چطور باید فیلمبرداری شود. آژانس‌های تبلیغاتی معمولاً از این روش استفاده می‌کنند تا کارایی استوری برد را مشاهده کنند، پیش از اینکه دست به کار ساخت یک آگهی تلویزیونی کامل شوند.
مانند انیماتیک، فوتوماتیک یک ابزار مطالعاتی است که کار را به یک عده تماشاچی نشان می‌دهند تا به وسیله تهیه‌کنندگان کار مؤثر بودن آن را آزمایش کنند.

## دیجیماتیک
در گذشته عکس‌ها با فیلم رنگی نگاتیو گرفته می‌شدند. از بین عکس‌های گرفته شده بهترین‌ها چاپ و روی سطح بلندی قرار گرفته و از آن‌ها به وسیله دوربین ویدئویی فیلم گرفته و سپس این فیلم ویرایش می‌شود.
عکسبرداری دیجیتالی و برنامه‌های ویرایش غیر خطی روی این روش فیلمسازی تأثیر فراوانی گذاشته است و واژه دیجیماتیک را نیز به وجود آورده است. تصاویر را می‌توان خیلی سریع فیلمبرداری و ویرایش کرد تا تصمیمات مهم، آنی گرفته شود.

## استوری برد سه بعدی
از مزایای استوری برد سه بعدی این است که تقریباً نشان می‌دهد که با استفاده از لنز دوربین فیلمبرداری تصویر چگونه است. از معایب آن وقت گیر بودن است. استوری برد سه بعدی را می‌توان با استفاده از برنامه‌های انیمیشن سه بعدی یا عروسک‌های دیجیتالی با برنامه‌های سه بعدی ساخت.